# Katsura Shinnosuke
Katsura Shinnosuke (en japonais : 桂 伸乃介), né Hiroshi Tsutagawa (en japonais : 伝 川博, Tsutagawa Hiroshi) le 16 mai 1952 à Shibuya (Tokyo) et mort le 1er janvier 2020 à Itabashi (Tokyo), est un rakugoka et musicien japonais qui a interprété les œuvres de Katsura Bunji X et joué dans le groupe de jazz Newoirans.

## Biographie
Katsura Shinnosuke est né Hiroshi Tsutagawa le 16 mai 1952 à Shibuya (Tokyo). Il est devenu le disciple de Katsura Bunji X (ja) (puis Katsura Shinji II) en octobre 1970 et adopta le nom Katsura Hiroji (桂 ひろ治). Il a adopté le nom de Katsura Shinnosuke en avril 1976 après avoir été promu futatsume, et a été promu artiste vedette en mai 1986,.
Ses performances des œuvres de son premier maître ont été décrites comme « intelligentes » et « indispensables ». Il était membre du groupe de jazz rakugo Newoirans, dont il était le pianiste. Ses performances rakugo incluaient Chōtan, Rokurokkubi, et Sanada Kozō, et Chihaya Furu était sa dernière performance le 14 décembre 2019.
Katsura Shinnosuke a été admis à l'hôpital Itabashi de la faculté de médecine de l'université Nihon, où il est décédé le jour premier de l'année 2020 d'une leucémie myéloïde aiguë.

### Vie privée
Katsura Shinnosuke a épousé Yūko (en japonais : 悠子) qui lui a survécu.